# جائزة زايد للإخوة الإنسانية
جائزة زايد للإخوة الإنسانية ويشار إليها اختصاراً باسم: جائزة الإخوة الإنسانية، جائزة عربية إماراتية، تمنح بشكل دوري في كل عام لأي «زعيم روحي أو ثقافي أو فكري له إسهامات بارزة في مجال تحقيق التعاون والأخوة ومواجهة الكراهية والتمييز». تأسست الجائزة في العام 2019 م أثناء القمة التي عقدت بين شيخ الأزهر وبابا الكنيسة الكاثوليكية في أبو ظبي في 4 فبراير 2019. تُشرف على تقييم معايير الجائزة لجنة تحكيم يُعين أعضاؤها من قبل لجنة عليا تعرف باسم «اللجنة العليا للإخوة الإنسانية». تأتي هذه الجائزة في إطار الاحتفالات باليوم العالمي للأخوة الإنسانية، والذي يتم الاحتفال به سنويًا في الرابع من شباط.

## قائمة الفائزين
وقد تم تكريم عدد من القادة والناشطين والمنظمات الإنسانية من مختلف أنحاء العالم ومن أهمهم:
- أحمد الطيب شيخ الأزهر الشريف (حائزٌ على الجائزة فخرياً).
- البابا فرنسيس، بابا الكنيسة الكاثوليكية (حائزٌ على الجائزة فخرياً).
- الأمين العام للأمم المتحدة، أنطونيو غوتيريش.[4]
- لطيفة إبن زياتن.[4]
- الملك عبد الله الثاني بن الحسين والملكة رانيا العبد الله من المملكة الأردنية الهاشمية.
- المنظمة الإنسانية الهايتية مؤسسة المعرفة والحرية (فوكال).
- منظمة جماعة سانت إيجيديو.
- صانعة السلام الكينية شمسة أبو بكر فاضل.
- المنظمتان الخيريتان الإندونيسيتان نهضة العلماء والمحمدية.[5]
- جراح القلب السير مجدي يعقوب.[5]
- مؤسِسة المنظمة غير الحكومية التشيلية الأخت نيللي ليون كوريا.[5]

## وصلات خارجية
- الموقع الرئيسي للجائزة

- نص وثيقة الأخوة البشرية